# Pensacola (série télévisée)
Pour les articles homonymes, voir Pensacola (homonymie).
Pensacola (Pensacola: Wings of Gold) est série télévisée américaine en 66 épisodes de 45 minutes créée par William Blinn et diffusée entre le 15 septembre 1997 et le 20 mai 2000 en syndication.
 
En France, la série a été diffusée à partir du 6 septembre 1998 sur TF1 et rediffusées sur RTL9 et NRJ 12, et au Québec à partir du 24 août 2004 sur Historia.

## Distribution
- James Brolin (VF : Pierre Dourlens) : Lieutenant-Colonel Bill « Raven » Kelly

Première saison seulement
- Kristanna Loken (VF : Vanina Pradier) : Janine Kelly
- Kathryn Morris (VF : Laurence Dourlens) : Lieutenant Annalisa « Stinger » Lindstrom
- Rodney Rowland (VF : Pierre Tessier) : Lieutenant Robert « Chaser » Griffin
- Rodney Van Johnson (en) (VF : Maurice Decoster) : Lieutenant Wendell « Cipher » McCray
- Salvador Xuereb (VF : Antoine Doignon) : Lieutenan A.J. « Buddha » Conaway
- Brynn Thayer (VF : Josiane Pinson) : Colonel Rebecca Hodges (12 épisodes)

Deuxième et troisième saison
- Bobby Hosea (en) (VF : Patrick Borg) : Major MacArthur « Hammer » Lewis
- Michael Trucco (VF : Jérôme Rebbot) : Lieutenant Tucker « Spoon » Henry
- Sandra Hess (VF : Nathalie Spitzer) : Lieutenant Alexandra « Ice » Jensen
- Barbara Niven (VF : Françoise Cadol) : Kate Anderson (43 épisodes)
- Kenny Johnson (VF : Damien Boisseau) : Lieutenant Butch « Burner » Barnes (27 épisodes)

Troisième saison seulement
- Felicity Waterman (en) : Captain Abigail « Mad Dog » Holley
- David Quane : Captain Edward « Capone » Terrelli

### Acteurs récurrents
- Brent Huff : Steve « Psycho » Kessick (11 épisodes)
- Leslie Hardy : Dr Valerie West (10 épisodes)
- Ali Landry (VF : Sybille Tureau) : Teri (9 épisodes)
- Israel Juarbe : Cpl. Martinez (9 épisodes)

- Version française
Société de doublage : One Take Productions[2]
Direction artistique : Stéphane Bazin[2]
Adaptation des dialogues : Amélie Morin[3]

 Source et légende : version française (VF) sur RS Doublage et Doublage Séries Database

## Épisodes

### Première saison (1997-1998)
1. Les Pilotes [1/2] (Yesterday, Upon the Stair… : Part 1)
2. Les Pilotes [2/2] (Yesterday, Upon the Stair… : Part 2)
3. Le Dernier Envol (Freebird)
4. À balles réelles (It's the Real Thing, Baby)
5. Mission diplomatique (Fallout)
6. Kidnapping de haut vol (Birds of Prey)
7. Les Frères ennemis (Road Warriors)
8. Le Fléau delta (Grey Ghost)
9. Retour de flammes (Past Sins)
10. Double jeu (Bogey Man)
11. Liens de feu (Acceptable Casualties)
12. Alerte à Cyberville (Company Town)
13. L'Épreuve du tribunal (Trials and Tribulations)
14. L'Ultime chance (Soldiers of Misfortune)
15. Essais à haut risque (Power Pray)
16. Feu, set et match ! (Game, Set and Match)
17. Rencontre explosive (Lost Shipment)
18. Secret défense (We Are Not Alone)
19. Privé de mission (Stranger, Lover, Friend)
20. Opération vengeance (Great Expectations)
21. Mission vers l'enfer (Broken Wings)
22. Un cocktail détonant (Not My Backyard)

### Deuxième saison (1998-1999)
1. Changement de décor (Nuggets)
2. Tête brûlée (Burn Out)
3. Premier vol en solo (Solo Night)
4. Traitement de faveur (S.O.D.)
5. Une terrible perte (Stand Down)
6. Raid sur Osirak (Raid on Osirak)
7. Mauvais karma (Boom)
8. Le Baron Rouge (The Red Baron)
9. Vertige (Vertigo)
10. Coups bas dans le désert (Wild, Wild West)
11. À la croisée des chemins (Class Strike)
12. Ange bleu (Blue Angel)
13. Le Prix d'un enfant (Lost)
14. Sur le gril (Mishap)
15. Duel aérien (Fox Two)
16. Bleu contre bleu (Blue on Blue)
17. Manœuvre délicate (Cuba Libre)
18. Délit d'amour (Sortie)
19. Mauvaise pioche (Touch and Go)
20. Ultime gualification (C.Q.)
21. Piegè nocturne (Night Traps)
22. L'Appel au combat (Rules of Engagement)

### Troisième saison (1999-2000)
1. Tip of the Spear
2. Gypsy Tumble
3. A Wing and a Player
4. Call to Glory
5. Offiers and Gentleman
6. Tattoo
7. Burke's Breach
8. Behind Enemy Lines
9. True Stories
10. Don't Ask, Don't Tell
11. On the Tee
12. Aces
13. Article 32
14. At Poverty Level
15. Busted
16. Crash Test
17. Pensacola Shootout
18. Answered Prayers
19. Return to Glory
20. Casualties of War)
21. Brothers
22. SOCEX: Final Exams